# Distrito electoral federal 25 del estado de México
El XXV Distrito Electoral Federal del Estado de México es uno de los 300 Distritos Electorales en los que se encuentra dividido el territorio de México para la elección de diputados federales y uno de los 40 en los que se divide el Estado de México. Su cabecera distrital es Chimalhuacán.
El distrito XXV del estado de México se encuentra en la región oriental del Valle de México. Desde 2022 el distrito electoral está conformado por las regiones norte y central del Municipio de Chimalhuacán. Lo integran localidades como San Juan Zapotla, Progreso de Oriente, la Cabecera Municipal y Barrio Canasteros. Lo conforman 105 secciones electorales.

## Distritaciones anteriores

### Distritación 1996 - 2005
Entre 1996 y 2005 el territorio del Distrito 25 era conformado por los municipios de Chimalhuacán, Chicoloapan y las colonias Ejidos de San Agustin en el municipio de Nezahualcóyotl. Su cabecera distrital era Chimalhuacán.

### Distritación 2005 - 2017
Entre 2005 y 2017 el Distrito 25 del Estado de México fue conformado por las regiones central, sur y sureste del municipio de Chimalhuacán. Lo integraban localidades como las colonias Tlatelco, Acuitlapilco, Villa Xochitenco y Villa San Agustin Atlapulco. Su cabecera distrital era Chimalhuacán.

### Distritación 2017 - 2022
Tras la distritación electoral nacional de 2014-2017 llevada a cabo por el Instituto Nacional Electoral, el territorio del distrito electoral federal fue conformado por las regiones central y occidental del municipio de Chimalhuacán. Lo integraban localidades como Villa San Lorenzo, Cerro de las Palomas y la Colonia San Pablo. Su cabecera distrital era Chimalhuacán.

## Diputados por el distrito
| Legislatura | Periodo                                         | Diputado                        | Grupo parlamentario                  |
| ----------- | ----------------------------------------------- | ------------------------------- | ------------------------------------ |
| LI          | 1 de septiembre de 1979-31 de agosto de 1982    | Leonel Domínguez Rivero         | Partido Revolucionario Institucional |
| LII         | 1 de septiembre de 1982-31 de agosto de 1985    | Juan Herrera Servín             | Partido Revolucionario Institucional |
| LIII        | 1 de septiembre de 1985-31 de agosto de 1988    | José Delgado Valle              | Partido Revolucionario Institucional |
| LIV         | 1 de septiembre de 1988-31 de octubre de 1991   | Delfino Ronquillo Nava          | Partido Revolucionario Institucional |
| LV          | 1 de noviembre de 1991-31 de octubre de 1994    | José Benigno López Mateos       | Partido Revolucionario Institucional |
| LVI         | 1 de noviembre de 1994-31 de agosto de 1997     | Olga Bernal Arenas              | Partido Revolucionario Institucional |
| LVII        | 1 de septiembre de 1997-31 de agosto de 2000    | José Luis García Cortés         | Partido de la Revolución Democrática |
| LVIII       | 1 de septiembre de 2000-31 de agosto de 2003    | Elba Arrieta Pérez              | Partido Revolucionario Institucional |
| LIX         | 1 de septiembre de 2003-31 de agosto de 2006    | Jesús Tolentino Román Bojórquez | Partido Revolucionario Institucional |
| LX          | 1 de septiembre de 2006-22 de febrero de 2009   | Alberto López Rojas             | Partido de la Revolución Democrática |
| LX          | 24 de febrero de 2009-23 de marzo de 2009       | Heriberto Pérez Sánchez         | Partido de la Revolución Democrática |
| LX          | 23 de marzo de 2009-23 de abril de 2009         | Alberto López Rojas             | Partido de la Revolución Democrática |
| LX          | 23 de abril de 2009-31 de agosto de 2009        | Heriberto Pérez Sánchez         | Partido de la Revolución Democrática |
| LXI         | 1 de septiembre de 2009-2 de abril de 2012      | Inocencio Ibarra Piña           | Partido Revolucionario Institucional |
| LXI         | 2 de abril de 2012-16 de abril de 2012          | Vacante                         | Partido Revolucionario Institucional |
| LXI         | 16 de abril de 2012-30 de abril de 2012         | Inocencio Ibarra Piña           | Partido Revolucionario Institucional |
| LXI         | 30 de abril de 2012-5 de julio de 2012          | Vacante                         | Partido Revolucionario Institucional |
| LXI         | 5 de julio de 2012-31 de agosto de 2012         | Inocencio Ibarra Piña           | Partido Revolucionario Institucional |
| LXII        | 1 de septiembre de 2012-31 de agosto de 2015    | Jesús Tolentino Román Bojórquez | Partido Revolucionario Institucional |
| LXIII       | 1 de septiembre de 2015-15 de enero de 2018     | Telésforo García Carreón        | Partido Revolucionario Institucional |
| LXIII       | 1 de febrero de 2018-31 de agosto de 2018       | Josué Muñoz Guevara             | Partido Revolucionario Institucional |
| LXIV        | 1 de septiembre de 2018-19 de diciembre de 2020 | Delfino López Aparicio          | Movimiento Regeneración Nacional     |
| LXIV        | 13 de enero de 2021-31 de agosto de 2021        | Silvestre López Cornejo         | Movimiento Regeneración Nacional     |
| LXV         | 1 de septiembre de 2021-31 de agosto de 2024    | Carlos López Guadarrama         | Movimiento Regeneración Nacional     |
| LXVI        | 1 de septiembre de 2024-                        | Leide Avilés Domínguez          | Movimiento Regeneración Nacional     |

## Resultados electorales

### Elecciones de 2024
|  | 61.24 % |

|  | 22.18 % |

|  | 7.51 % |

|  | 3.44 % |

|  | 2.05 % |

|  | 0.07 % |

|  | 3.51 % |

|  | 100.0 % |

|  | 53.83 % |

### Elecciones de 2021
|  | 47.68 % |

|  | 37.09 % |

|  | 2.66 % |

|  | 1.80 % |

|  | 1.68 % |

|  | 1.65 % |

|  | 1.35 % |

|  | 1.31 % |

|  | 1.18 % |

|  | 0.59 % |

|  | 0.05 % |

|  | 2.96 % |

|  | 100.00 % |

|  | 45.54 % |

### Elecciones de 2018
|  | 49.48 % |

|  | 35.01 % |

|  | 12.93 % |

|  | 0.04 % |

|  | 2.54 % |

|  | 100.00 % |

|  | 60.95 % |